# Врата ночи
«Врата ночи» (фр. Les Portes de la nuit) — французский драматический фильм 1946 года, снятый Марселем Карне по сценарию Жака Превера. Он наиболее известен первым исполнением популярной песни «Осенние листья».

## Сюжет
Зимой 1945 года, сразу после освобождения, Жан Диего (Монтан), участник французского подполья во время Второй мировой войны, встречает Раймона (Бюссьер), одного из своих соратников, который, как считалось, погиб в бою. В ночь этой встречи Жан встречает бездомного по имени «Судьба» (Вилар), чьи предсказания о том, что он найдёт женщину своей жизни, вскоре окажутся реальностью. Жан заводит связь с Малу (Наттье), молодой женщиной, что замужем за богатым человеком (Брассёр). Следующие часы жизни его и Малу отмечены экстремальными, драматическими событиями; однако, как и предсказывал клошар, им удаётся на время помочь друг другу оставить в прошлом тяготы и лишения войны. Идиллию влюблённых обрывает супруг Малу, убивающий её в состоянии аффекта.

## В ролях
- Ив Монтан — Жан Диего
- Пьер Брассёр — Жорж
- Серж Реджани — Ги Сенешаль
- Натали Наттье — Малу
- Сатюрнен Фабр — месье Сенешаль, отец Ги и Малу
- Жан Вилар — клошар
- Сильвия Батай — Клер
- Жана Маркен — мадам Жермен
- Дани Робен — Этьенн
- Габриэль Фонтан — старуха
- Жюльен Каретт — месье Квинкина

## Восприятие
Кинопортал French Films поставил фильму  5 баллов, оставшись лучшего мнения о режиссуре Карне, сценарии Превера, операторском мастерстве Агостини и игре Монтана.
Как писал в 2012 году историк кино Хэл Эриксон, «с первых сцен отмечается, что это было не только время радости, но и период вины и раскаяния, особенно для тех, кто открыто или иным образом сотрудничал с нацистами».
Журнал TimeOut положительно оценил игру Вилара и Реджани, при этом критически отозвавшись о работах Монтана, Наттье (первоначально роли Жана и Малу преднаначались Жану Габену и Марлен Дитрих) и Брассёра, а также посчитав фильм «пустым».